# Zica Assis
Heloísa Helena Belém de Assis Marinho (1960, Rio de Janeiro), foi babá, empregada doméstica, faxineira, co-fundadora e sócia do Instituto Beleza Natural, maior rede brasileira especializada em cabelos crespos, cacheados e ondulados do Brasil.

## Vida
Heloísa Assis, mais conhecida como Zica, é a sétima filha de uma família com 13 irmãos. Nasceu na comunidade do Catrambi, perto da Tijuca, no Rio de Janeiro. Aos 9 anos, ela começou a trabalhar, foi babá, empregada doméstica, faxineira, e vendia produtos de porta em porta. Zica, não se conformava com as opções de beleza que seu cabelo black power tinha e, na adolescência, usava produtos para alisar o cabelo, fazendo o possível com o que o dinheiro permitia. Aos 21 anos, ela foi estudar para ser cabeleireira pois acreditava que, conhecendo melhor seu próprio cabelo, poderia ganhar cachos bem definidos, maciez e beleza. Depois de 10 anos, chegou finalmente à fórmula ideal e percebeu que poderia levar essa alternativa para várias pessoas de sua comunidade. Nascia ali o protótipo de seu salão, Beleza Natural.

## Carreira
Hoje, Zica Assis coordena 49 unidades do Beleza Natural, com cerca de 4 mil colaboradoras atendendo, em média, 130 mil clientes por mês. Ela fundou e cuida da Fábrica Cor Brasil, que produz uma série de produtos especializados em cabelos cacheados e crespos. 
O Beleza Natural é uma cadeia de salões de beleza com foco em consumidores da classe C. Fundada em 1993, a empresa desenvolveu produtos e serviços inovadores e exclusivos para cabelos crespos e ondulados. 
Atualmente, o Beleza Natural tem mais de 25 institutos de beleza em diversas cidades, atendendo mais de 130 mil clientes por mês. Além do Super-Relaxante, todos os produtos usados no Beleza Natural são de fabricação própria e ficam disponíveis à venda. Por mês, são produzidas mais de 360 toneladas de cremes, shampoos, condicionadores, entre outros, na Cor Brasil Cosméticos, seu braço industrial, local que conta também com um laboratório de Pesquisa e Desenvolvimento. A empresa possui ainda um Centro de Desenvolvimento Técnico (CDT), que ministra cursos para os funcionários. O Beleza Natural emprega atualmente cerca de 3000 pessoas, sendo 80% delas ex-clientes, o que reforça seu aspecto social de inserção da classe C no mercado de trabalho e políticas de primeiro emprego.
Por seu trabalho, Zica foi eleita, em 2006, uma das dez Empreendedoras do Novo Brasil, prêmio concedido pela revista Você S.A e pelo Instituto Empreender Endeavor. Ainda em 2006, ela foi eleita Empreendedora do Ano, na categoria Emerging, pela Ernst & Young. E, em 2007, Zica foi eleita a Mulher mais Influente do Brasil, na categoria Empreendedorismo, pelo Jornal do Brasil e pela Gazeta Mercantil. Em 2012, ganhou o Prêmio Claudia, da Editora Abril, na Categoria Negócios. Em 2013, entrou para a lista das 10 Mulheres de Negócio Mais Poderosas do Brasil, da Revista Forbes internacional, e foi escolhida Empreendedora do Ano pelo Estadão PME.